# Неокальвинизм
Неокальвинизм — форма нидерландского кальвинизма; движение, инициированное теологом и бывшим премьер-министром Нидерландов (с 1901 по 1905 годы) Абрахамом Кёйпером. Джеймс Братт выделил несколько типов нидерландского кальвинизма:
- «Отделившиеся» (the Seceders),
- Неокальвинисты.

«Отделившиеся» являются преимущественно сторонниками инфралапсарианского толкования логического порядка предопределения, а неокальвинисты — супралапсарианского.
Кёйпер стремился пробудить церковь от того, что в его понимании было пиетистским сном. Он провозгласил:
Ни одна область нашего внутреннего мира не должна быть закрыта от остальных и нет ни единого квадратного дюйма в области человеческого бытия, на которым бы Христос, суверенный правитель всего, не произносил: "Мой!" 

## Основные положения[4]
- Иисус — Господь всего творения. Господство Христа распространяется на все области и аспекты жизни: оно не ограниченно сферой церкви или персональным благочестием.
- Все области жизни должны быть исправлены. Совершенное Христом на кресте касается всей жизни человека: ни одна область не свободна от его влияния impact. Все знание находится под влиянием истинного знания Бога через искупительную жертву Христа .[5]
- Культурный мандат. Быт. 1:26-28 представляет собой описание содержания концепции «культурного мандата» (cultural mandate). Это мандат, данный Богом человеку, на заботу о Божьем творении и его развитие. [6] Некоторые неокальвинисты считают, что «культурный мандат» также важен, как и Великое поручение.[7]
- Творение, грех и искупление. Благое Божье творение было «испорчено» грехом. Искупление — это восстановление творения.[8]
- Суверенитет всех областей жизни (Soevereiniteit in eigen kring). Каждая область (или сектор) жизни обладает своей особой ответственностью в соответствии с Божьим установлением. Церкви, гражданская справедливость, сельское хозяйство, семья и т. п.: ни одна из областей жизни не имеет суверенитета над другой. Поэтому ни религиозные институты, ни институт гражданской справедливости (то есть, государство) не должны стремиться к тоталитарному контролю или регулированию человеческой деятельности вне своей ограниченной компетенции.[9]
- Отрицание дуализма. Дуализмы — это (предположительно ложные) бифуркации, дихотомии, контрасты или противопоставления, подобные дуализму между природой и благодатью, который [якобы] доминировал в схоластике. Согласно неокальвинистскому видению, природа — это созданный и поддерживаемый Богом космический порядок, а благодать — это Божий инструмент обновления этого космического порядка.
- Антитезис. В истории и в каждом человеке происходит борьба между подчинением и бунтом против Бога, между Царством света и Царством тьмы, между будущим веком (берущим своё начало во Христе) и нынешних веком греха.[10]
- Мировоззрение. Неокальвинисты отвергают идею, согласно которой теоретическая мысль может быть религиозно нейтральной. Всякая мысль и действие определяются мировоззрением и религиозными мотивами.[11]
- Роль закона. Для неокальвинистов, «закон» — это более, чем Декалог. Закон — это, скорее, порядок творения, установленный Богом и включающий различные типы культурных норм, включая психологические, логические, исторические, лингвистические, социальные, экономические, эстетические, юридические и религиозные нормы.

## Ключевые персоналии, связанные с неокальвинизмом
- Грун ван Принстерер
- Абрахам Кёйпер
- Герман Бавинк
- Алвин Карл Плантинга
- Чарльз Колсон

## Ключевые тексты
- Kuyper, Abraham, Calvinism: Stone Lectures.